# ГЕС Fljótsdalur
ГЕС Fljótsdalur — гідроелектростанція на сході Ісландії, найпотужніша в країні.
Спорудження станції, введеної в експлуатацію у 2007 році, було пов'язане із необхідністю забезпечити електроенергією великий алюмінієвий комбінат. Для цього вирішили використати ресурс, який постачає найбільший льодовик острова Ватнайокутль. Північно-східну окраїну останнього дренують дві великі річки Jökulsá á Dal та Jökulsá í Fljótsdal, що прямують від льодовика так само на північний схід у паралельних долинах, на відстані півтора-два десятки кілометрів одна від одної. Довколишня місцевість пронизана численними притоками цих річок (і притоками їхніх приток), які течуть у тому ж напрямку, розділені проміжками від кількох сотень метрів до кількох кілометрів.
Основне водосховище — Hálslón — створили у сточищі Jökulsá á Dal. Для цього річку перекрили кам'яно-накидною греблею Kárahnjúkar висотою 198 метрів та довжиною 700 метрів, на спорудження якої пішло 8,4 млн м3 матеріалу. Крім того, дві менші споруди звели на лівому та правому притоках Jökulsá á Dal: гребля Desjarárstífla має висоту 68 метрів, довжину 1100 метрів та об'єм 2,9 млн м3, тоді як гребля Sauðárdalsstífla при висоті 29 метрів і такій саме довжині 1100 метрів потребувала 1,6 млн м3 матеріалу. Забезпечений цими спорудами підпір дозволив підняти рівень води вище водорозділів та утворити одне водосховище із площею поверхні 57 км2 та об'ємом 2100 млн м3.
Далі на схід у сточищі Jökulsá í Fljótsdal основне водосховище створили на її правій притоці Kelduá. Для цього звели греблю Kelduárstífla висотою 26 метрів та довжиною 1700 метрів, яка потребувала 0,7 млн м3 матеріалу. Вона утримує водойму під назвою Kelduárlón із площею поверхні 7,5 км2 та об'ємом 60 млн м3. Окрім природного стоку, сюди здійснюється деривація із розташованих далі на схід правих приток Kelduá. В найдальшій точці цієї системи за допомогою невеличкої греблі довжиною біля сотні метрів створене сховище Sauðárvatn. Від нього до Kelduárlón через долини двох інших приток Kelduá (також перегороджених малими греблями) створений шлях деривації, який включає як штучні споруди, так і природні русла зазначених річок. При цьому перші два водорозділи долаються за допомогою каналів, тоді як на останньому етапі прокладено тунель довжиною 1,7 км.
Від Kelduárlón накопичена вода через канал та тунель загальною довжиною понад 3 км подається в русло Jökulsá í Fljótsdal, на якій споруджена гребля Ufsarstífla висотою 37 метрів та довжиною 600 метрів, що потребувала 0,5 млн м3 матеріалу. Вона утримує буферний резервуар Ufsarlón площею поверхні 1 км2.
Від основного сховища Hálslón вода подається через дериваційний тунель довжиною 39,7 км діаметром від 7,2 до 7,6 метра, до якого приєднується тунель від Ufsarlón, діаметром 6,5 метрів та довжиною 13,3 км. Загальна ж довжина тунелів гідрокомплексу сягає 72 км.
Підземний машинний зал, розташований у гірському масиві лівобережжя Jökulsá í Fljótsdal, обладнаний шістьма турбінами типу Френсіс потужністю по 115 МВт. При напорі у 599 метрів станція виробляє приблизно 4,8 млрд кВт·год електроенергії на рік.
Відпрацьована вода по тунелю довжиною 1,3 км та діаметром 9 м, який переходить у відкритий канал довжиною 2,1 км, відводиться до Jökulsá í Fljótsdal.